# Bernard de Walque
Bernard de Walque (* 4. April 1938 in Antwerpen) ist ein belgischer Architekt. Er lebt und arbeitet in Belgien.

## Leben
De Walque war Professor und Projektleiter an der Architekturschule „La Cambre“ in Brüssel.
Er nahm an der Gründung der Stadt Louvain-la-Neuve teil. De Walque ist ein der Gründer und Mitglied der „Archivs der modernen Architektur“ in Brüssel, wo er beim Board of Directors als Schatzmeister diente.
Er hat mit Maurice Culot populäre Bücher über Architektur verfasst.

## Publikationen
- Les mots de la maison, Maurice Culot, Sophie Le Clercq, Bernard de Walque, Marc Frère, Liliane Liesens, Philippe Rotthier, Brüssel, Archives d’Architecture Moderne Junior, 1995, ISBN 978-2-87143-086-5
- De stad in woorden. Deel 1 : Straten en buurten / Catherine Cnudde, Maurice Culot, Bernard de Walque ... et al. ; übersetzung in Niederländisch: Esther Tamsma, Jan Mot mit Francis Strauven, ISBN 2-87143-096-9
- De stad in woorden. Deel II : De gebouwen / Catherine Cnudde, Maurice Culot, Bernard de Walque ... et al. ; übersetzung in Niederländisch: Esther Tamsma, Jan Mot mit Francis Strauven, ISBN 2-87143-099-3
- Liane Liesens, Cités-jardins, 1920-1940, en Belgique, Archives d’architecture moderne (Brussels, Belgium), Centre Wallonie-Bruxelles (Paris, France) – 1994 (mit Bernard de Walque, Anne Lauwers und Catherine Cnudde), ISBN 2-87143-083-7

## Noten
1. ↑  Jean-Paul Midant, Diccionario Akal de la arquitectura del siglo XX, 2004, p. 42: sub verbo „Archives d’Architecture Moderne (AAM)“: La asociación de los Archives d’architecture moderne ha sido fundada en Bruselas en 1968 por iniciativa del historiador del arte Robert-Louis Delevoy y los arquitectos Maurice Culot, Bernard De Walque y François Terlinden.

| Personendaten    | Personendaten        |
| ---------------- | -------------------- |
| NAME             | Walque, Bernard de   |
| KURZBESCHREIBUNG | belgischer Architekt |
| GEBURTSDATUM     | 4. April 1938        |
| GEBURTSORT       | Antwerpen            |